# Hôpital Broca
Pour les articles homonymes, voir Broca (homonymie).
L'hôpital Broca est un hôpital de l'Assistance publique - Hôpitaux de Paris (AP-HP) situé au 54-56 rue Pascal dans le 13e arrondissement de Paris, spécialisé dans la gérontologie clinique.

## Historique
Ancien couvent des Cordelières devenu bien national à la Révolution française, ses bâtiments sont vendus en 1796 aux industries de tanneries implantées dans la vallée de la Bièvre.
Le premier hôpital sur le site date de 1832, avec la création d'un refuge pour les orphelins du choléra. L'hôpital de Lourcine, du nom de la rue de Lourcine, est inauguré le 28 janvier 1836. C'est à l'origine une annexe de l'hôpital du Midi (hôpital Cochin) destiné aux femmes atteintes de maladies vénériennes. En 1893, sous l'impulsion de Samuel Pozzi, l'hôpital Lourcine-Pascal prend le nom de Paul Broca (1824-1880), célèbre chirurgien et anthropologue, et est orienté vers la gynécologie.
Le 30 janvier 1918, le no 111 de la rue Broca est touché lors d'un raid aérien mené par des avions allemands, endommageant l'hôpital Broca.
Ses bâtiments anciens sont progressivement détruits pour faire place à l'actuel hôpital Broca, à partir de 1972. C'est à cette période que sont retrouvés les vestiges du réfectoire gothique visibles depuis la rue de Julienne. En septembre 1982, l'hôpital est rouvert et devient alors intégralement consacré à la gérontologie clinique.

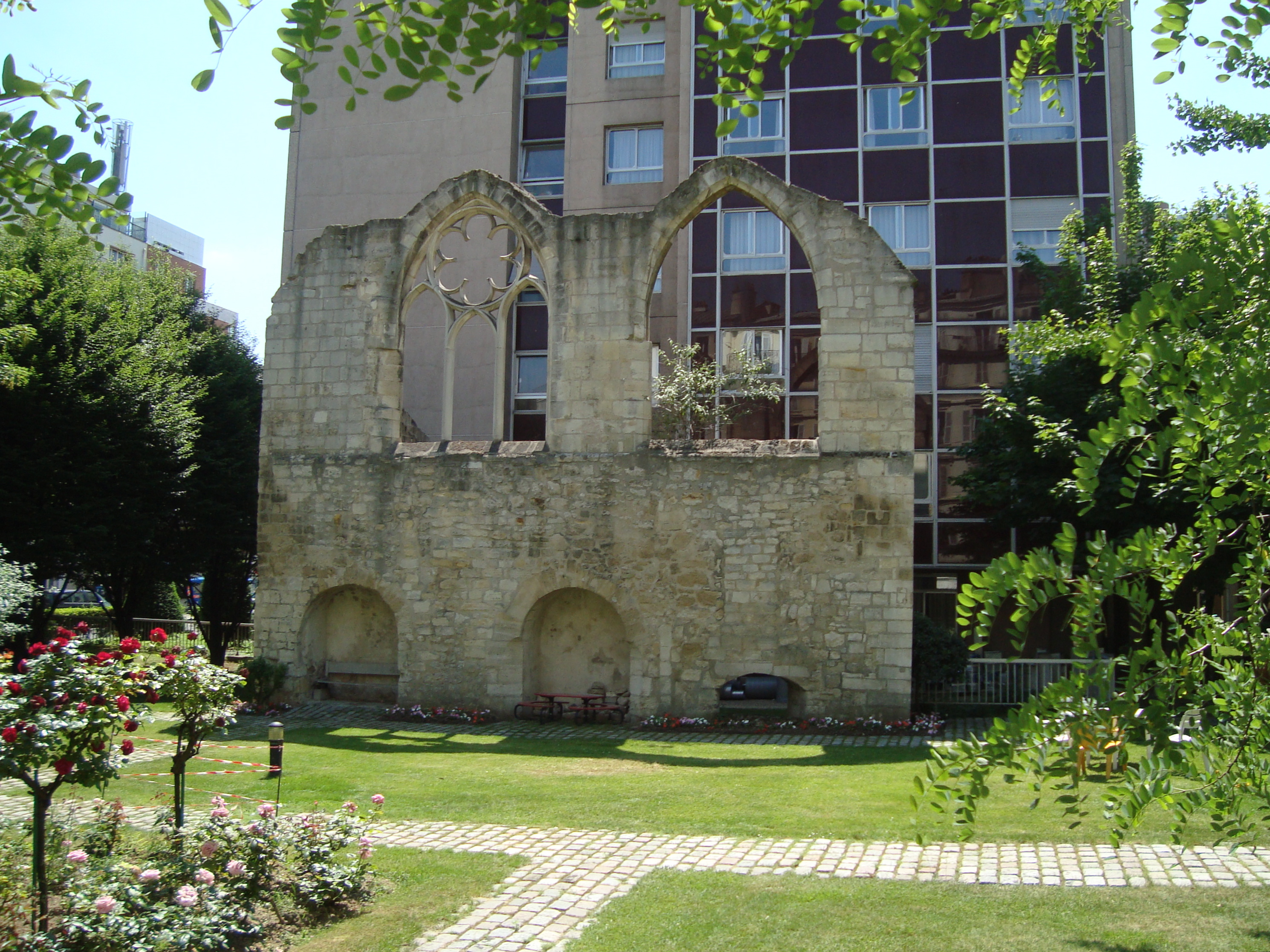
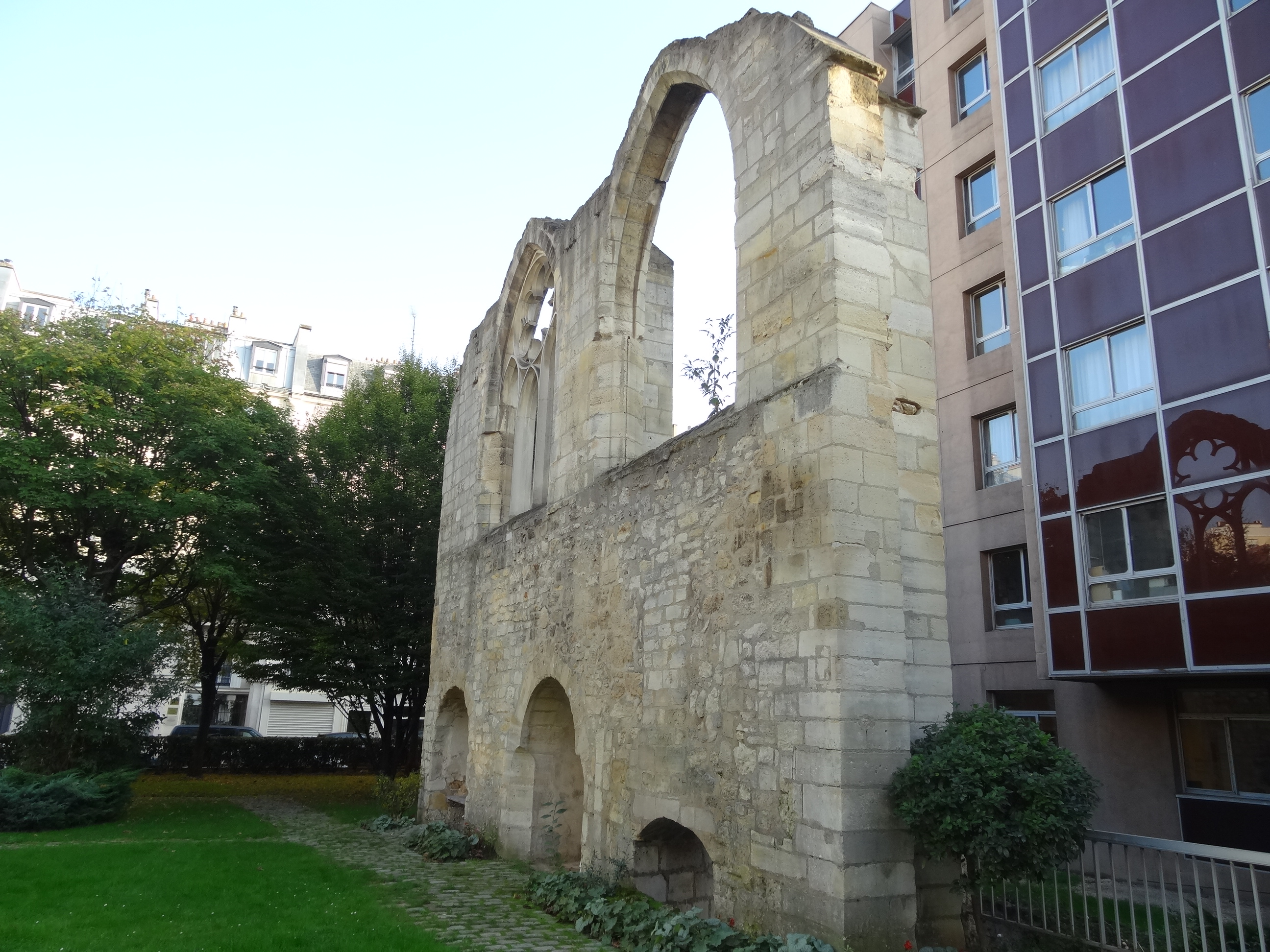

## Situation et accès
L'hôpital est desservi à proximité par les lignes 6 à la station Glacière et 7 aux stations Les Gobelins et Censier-Daubenton.